# ملعب أومباكا الوطني
ملعب السيد داجراشا هو ملعب متعدد الاستخدام يقع في بنغويلا، أنغولا, يتسع ل35000 متفرج. تم الانتهاء من تشيده في عام 2010، يستضيف مباريات كرة القدم كما يستضيف مباريات كأس الأمم الأفريقية 2010 بالمشاركة مع ثلاثة ملاعب أخرى.

## روابط إضافية
- Venue information (بالبرتغالية)
- Stadium information